# Marmorschlössl

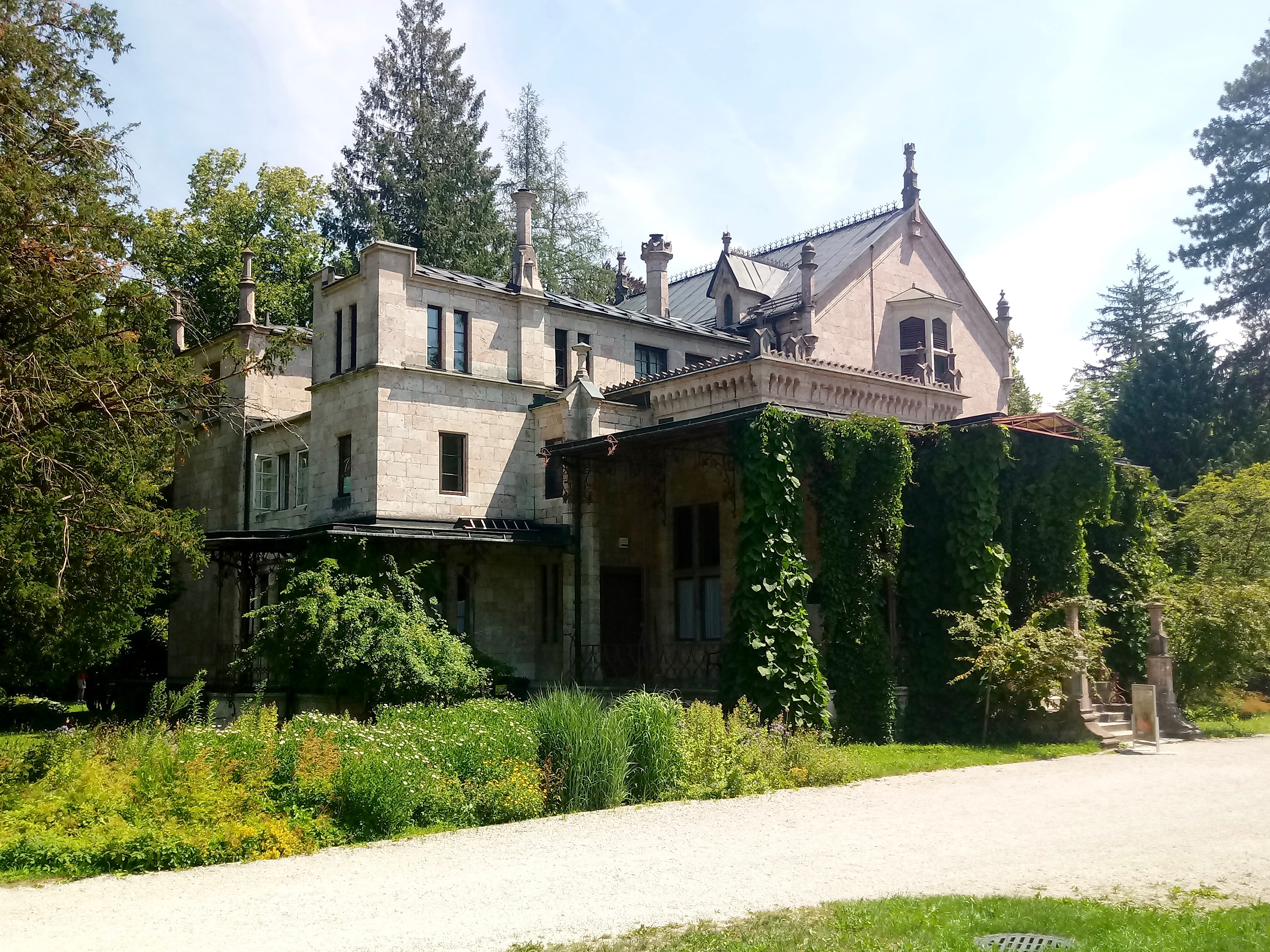
Im Marmorschlössl, ehemals Rückzugsort von Kaiserin Elisabeth, finden jährlich Wechselausstellungen statt.

Das Marmorschlössl (hist. kaiserliches Cottage) im Kaiserpark von Bad Ischl (Salzkammergut) wurde von Kaiser Franz Joseph I. und der Kaiserin Elisabeth als Frühstückssalon benutzt. Es beherbergte zwischen 1978 und 2020 das erste österreichische Fotomuseum und ist seit April 2020 ein Standort der OÖ Landes-Kultur GmbH, an dem Sonderausstellungen zu Themen des Salzkammergutes und des Kaiserhauses stattfinden.

## Lage
Das Marmorschlössl liegt im Nordwesten des Kaiserparks von Bad Ischl, oberhalb der Kaiservilla, der Sommerresidenz von Kaiser Franz Joseph I. und Kaiserin Elisabeth.

## Geschichte
Der k. k. Hofgärtner Franz Rauch errichtete zwischen 1856 und 1861 im Park der Kaiservilla aus Untersberger Marmor ein zweigeschoßiges Cottage im Tudorstil für die Kaiserin. Nach der Bezeichnung des Baumaterials erhielt es den Namen Marmorschlössl. Die Wandabwicklung im großen Salon wurde im neogotischen Stil ausgeführt. 16 geschnitzte Figuren von Johann Rint aus dem Nibelungenlied flankieren die jeweiligen Fenster- und Türöffnungen. Obwohl die Kaiservilla als „Ort des Privaten schlechthin“ ohne jegliche Herrschaftszeichen ausgestattet wurde, überrascht es, dass alleine im Marmorschlössl, im großen Salon über den Türen, das kaiserliche Wappen thront. Ursprünglich wurde das kaiserliche Cottage als Frühstückssalon der kaiserlichen Familie benutzt. Unverzüglich nach Eintreffen der Majestäten in Ischl wurde am kaiserlichen Cottage eine mächtige schwarzgelbe Flagge gehisst. Für die Bevölkerung war dies ein weithin sichtbares Zeichen für die Präsenz des allerhöchsten Hofes in Ischl.

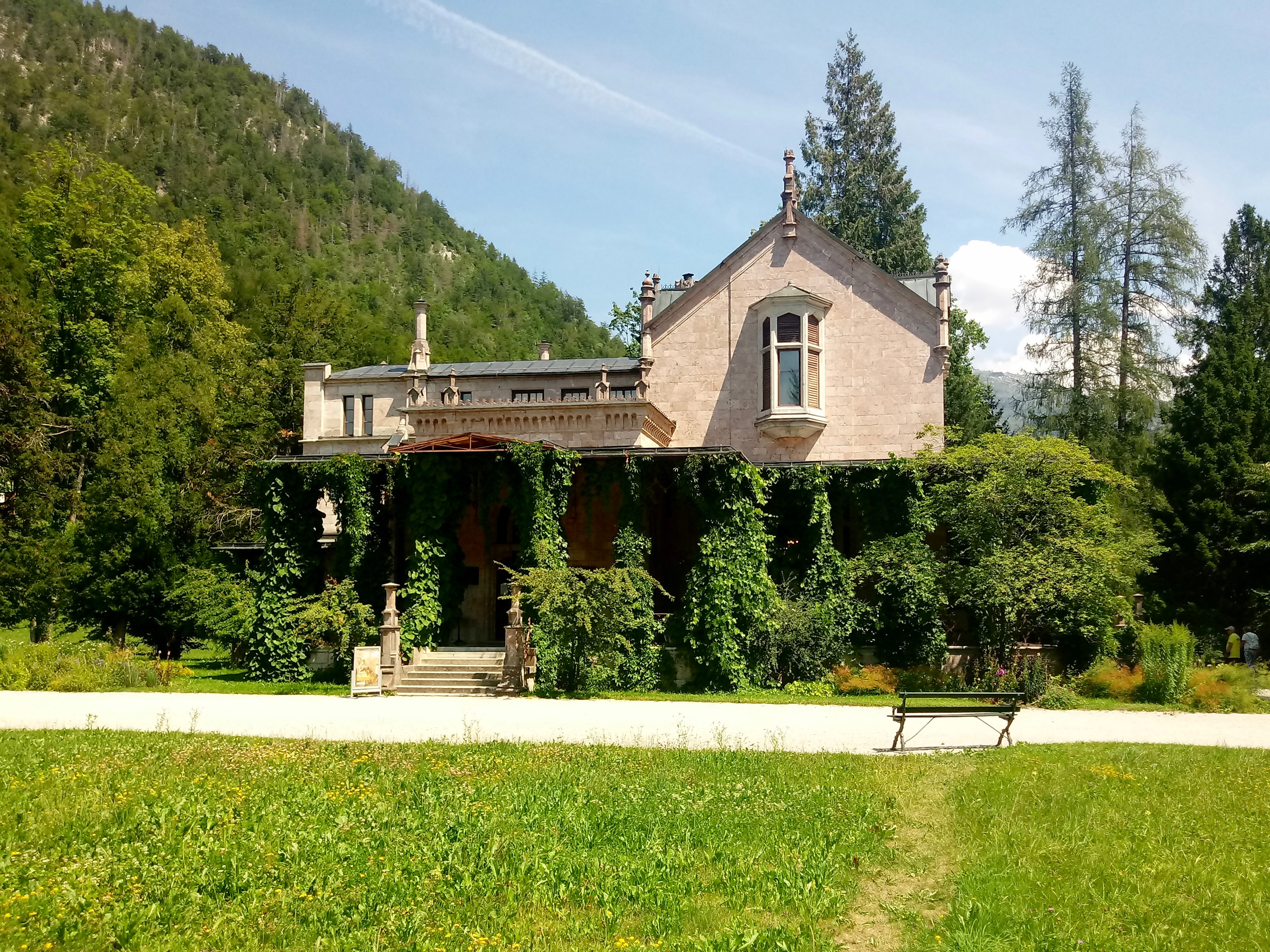

Für Kaiserin Elisabeth wurde das Cottage bald zu einem kühlen Aufenthaltsort für die heißen Sommertage und diente ihr als privates Refugium, in das sie sich jederzeit zurückziehen konnte. Sie schrieb dort zahlreiche Gedichte, plante Reisen und empfing Freunde. In ihrer Abwesenheit wurde das Cottage vorwiegend von ihren Kindern benutzt, später auch von ihren Enkelkindern. So schrieb Kaiser Franz Joseph an seine Ehefrau, dass er die gemeinsamen Kinder oft im Cottage besuchte, „da sie bei dem warmen Wetter der letzten Tage, von Früh bis Abend dort waren.“ Das Marmorschlössl blieb auch nach dem Ende der Donaumonarchie Privatbesitz, weil es über die Kaisertochter Marie Valerie und deren Mann Franz Salvator von Österreich-Toskana als persönliches Eigentum innerhalb der Familie vererbt worden war. Nach dem Ersten Weltkrieg diente es verschiedenen Zwecken, u. a. pachtete es ab 1926 die Wiener Molkerei und betrieb dort ein Milch- und Kaffeehaus. Nach dem Zweiten Weltkrieg drohte das Cottage zu verfallen. 1975 schloss Markus Habsburg-Lothringen einen Vertrag mit dem Land Oberösterreich für die Dauer von 50 Jahren. Er übertrug dem Land die Nutzungsrechte; im Gegenzug übernahm das Land die Erhaltung des Gebäudes und nutzte es ab 1978 für die Präsentation der zuvor erworbenen Fotosammlung von Hans Frank (Fotograf) und den Betrieb eines Fotomuseums.

## Fotomuseum
Zwischen 1978 und März 2020 war das Marmorschlössl ein Standort des Oberösterreichischen Landesmuseums, der im April 2020 von der neu gegründeten OÖ Landes-Kultur GmbH übernommen wurde. Es war bis zu diesem Zeitpunkt das einzige Fotomuseum Österreichs. Das Land Oberösterreich brachte darin einen Teil der Fotosammlung von Hans Frank (* 1908 in Pressburg; † 1987 in Bad Ischl) unter. Als einer der ersten im deutschsprachigen Raum hat der Fotograf und Fotohistoriker Frank eine kulturhistorisch bedeutende Sammlung zur Geschichte der Fotografie zusammengetragen. Nachdem er an verschiedenen Standorten in Salzburg zunächst private Schauräume betrieben hatte, wurde die mehr als 15.000 Objekte umfassende Sammlung 1975 vom Land Oberösterreich erworben. 2023 wird im Erdgeschoß des Francisco Carolinum eine Hans Frank-Galerie eingerichtet.

## Neuausrichtung
Durch die im April 2020 erfolgte Programmierung des Francisco Carolinum als Museum für Fotografie und Medienkunst, widmen sich die Sonderausstellungen des Marmorschlössl seit 2021 Themen aus dem Salzkammergut.

## Ausstellungen (Auswahl)
- 1989: „150 Jahre Photographie“ – Sammlung Viktor Kabelka
- 2001: „Kaiserin Elisabeth und ihre Hofphotographen“ – Sammlung Viktor Kabelka
- 2006: „Kaiserin Elisabeth und ihre Kinder“ – Sammlung Viktor Kabelka
- 2007: „Unter freiem Himmel“, Reise- und Landschaftsfotografien aus der Sammlung Frank
- 2009: „Pariser Fotos von Hans Frank“
- 2013: „Die Welt“ von Hans Frank. Eggleston, Dressler, Furuya, Kandl, Mauracher, Orthacker, Willmann
- 2020: Friedrich Simony. Dachstein-Gletscher. In Kooperation mit dem Photoinstitut Bonartes
- 2021: Dirndl - Tradition goes Fashion